# Blansko

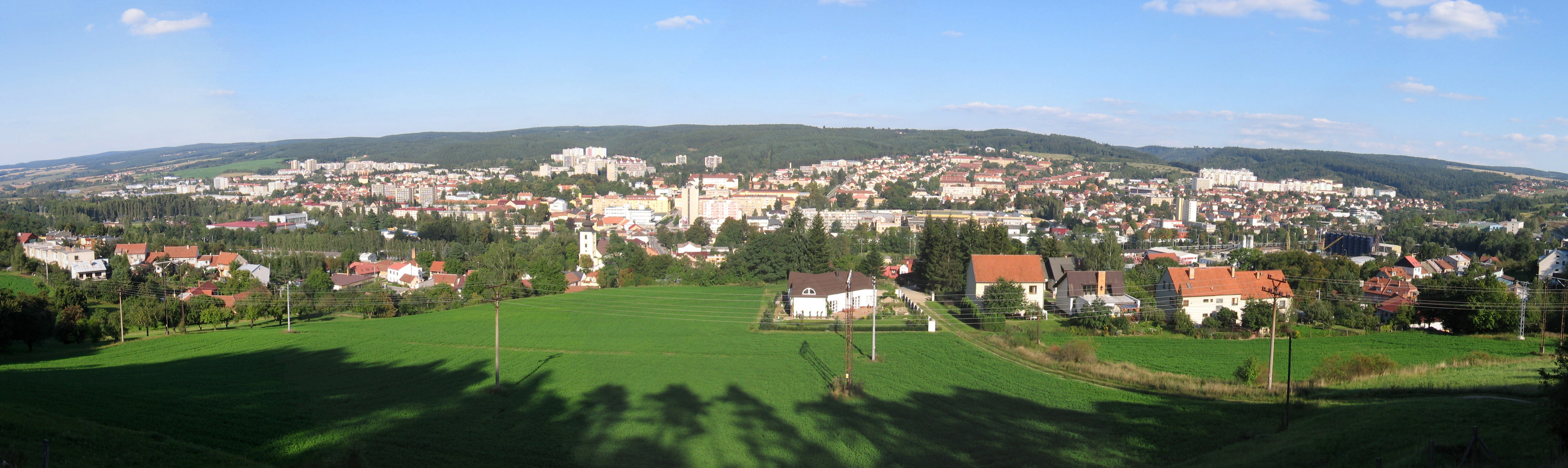
Panorama von Blansko

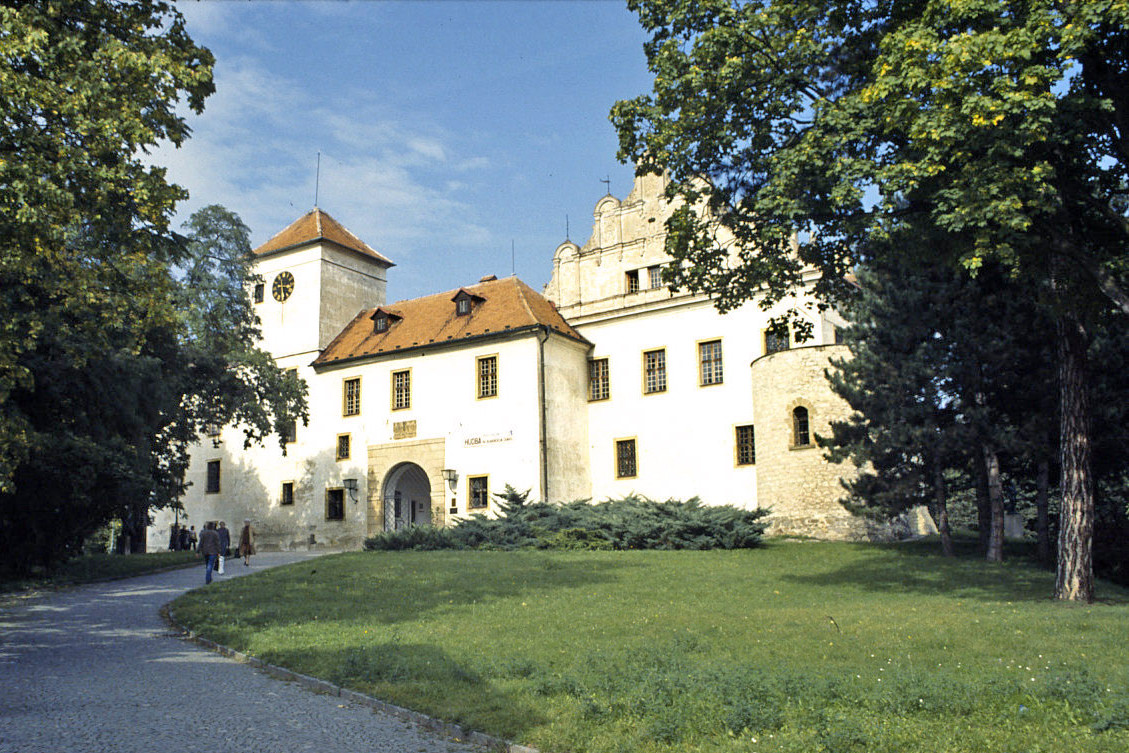
Schloss Blansko

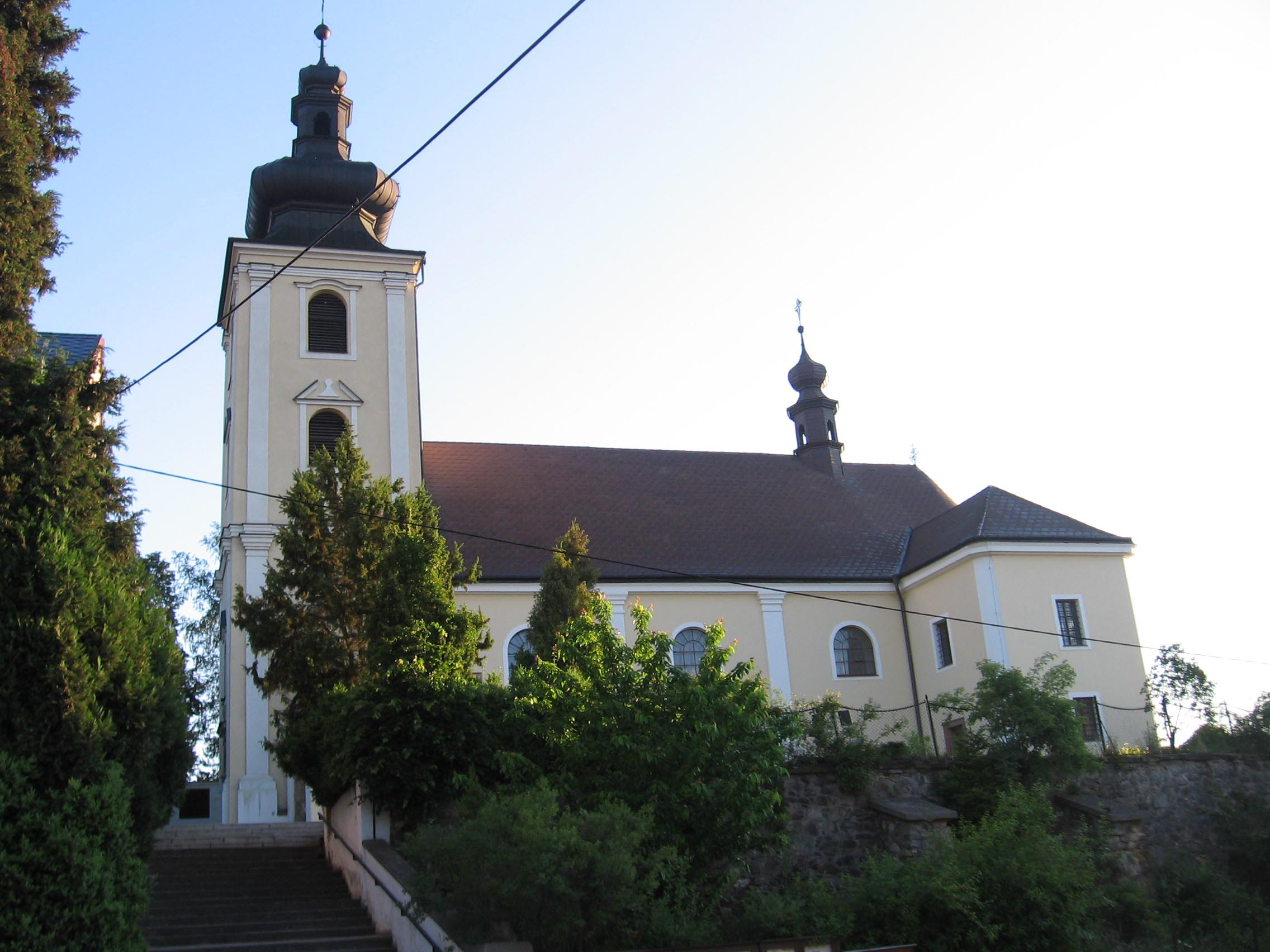
St. Martin-Kirche

Blansko (deutsch Blanz) ist eine Stadt mit 20.174 Einwohnern (1. Januar 2023) im Jihomoravský kraj („Südmährische Region“) in Tschechien. Sie liegt 18 Kilometer nördlich von Brünn an der Svitava (deutsch Zwitta, auch Zwittawa).

## Lage und Umgebung
Nordöstlich der Stadt liegen der Berg Podvrší mit einem Aussichtsturm und die Doline Macocha im Mährischen Karst.

## Geschichte
Blansko wurde zum ersten Mal im Jahr 1131 als Burg erwähnt, welche auf einem Abhang über der Punkva stand und in Südmähren von strategischer Bedeutung war. 1277 entstand unter der Burg eine kleine Stadt. 1398 verpfändete der römisch-katholische Bischof Johannes Frost (Jan XI. Mraz) von Olmütz Blansko an Niklas z Studnice (von Studnitz). 1431 war dessen Sohn Janko von Studnitz Burgherr, als die Festung während der Hussitenkriege von Heeresgruppen der Taboriten belagert, erstiegen und zerstört wurde. Sie verfiel zu einer Ruine und ist heute an ausgedehnten Mauerresten in ihrem ehemaligen Umfang erkennbar. In der Stadt Blansko wurde in der Folgezeit am Ende des Marktplatzes eine neue Burg gebaut, das spätere Schloss Blansko unter wechselnden Lehensherrn des Bistums Olmütz. Der Dreißigjährige Krieg brachte Verwüstungen und Hungersnot. In den Jahren nach dem Krieg überstanden die Bewohner der Stadt eine Pestepidemie.
Seit 1694 gehörte Blansko den Grafen von Gellhorn, die 1698 dort eine Eisenhütte gründeten. Carl Josef Graf von Gellhorn verkaufte 1766 Blansko an den Grafen Anton von Salm-Reifferscheidt, welcher bereits Raitz und Jedownitz besaß. 1784 kamen die Herrschaften Blansko, Raitz, Jedownitz und weiterer Grundbesitz an den Grafen Karl Josef Salm-Reifferscheidt (1750–1838), welcher im Jahre 1790 für sich und seinen Mannesstamm aus seiner ersten Ehe mit Pauline († 1791, Tochter des Fürsten Karl Josef Anton von Auersperg) und seiner zweiten Ehe mit Marie Antonie (* 1768, Tochter des Fürsten Wenzel zu Paar) nach dem Recht der Erstgeburt in den Reichsfürstenstand erhoben wurde. Hugo Franz zu Salm-Reifferscheidt-Raitz (1776–1836), sein Sohn aus erster Ehe, erhielt am 8. September 1811 alle Güter und Lehen in Südmähren, einschließlich Blanz (Blansko), abgetreten.
Schloss Blansko wurde durch die Fürsten Salm-Reifferscheid ein kultureller Mittelpunkt in Südmähren. Zahlreiche Künstler und Wissenschaftler waren zu Gast, unter diesen auch Ferdinand von Saar und Josef Dobrovský. Die Fürsten Salm förderten die industrielle Entwicklung der Eisenproduktion in Blansko. Heute liegen die Erwerbsquellen bei der chemischen Industrie, der Bauindustrie und dem Tourismus durch Entwicklung des Projektes Mährischer Karst.
Nach dem Ende des Ersten Weltkriegs und der nachfolgenden Gründung der Tschechoslowakei kam es in einer Bodenreform zu einer Teilenteignung des Großgrundbesitzes in und um die Stadt Blansko zu Gunsten des tschechoslowakischen Staates. Die 1641 im ukrainischen Nyschnje Selyschtsche errichtete hölzerne Kirche der heiligen Paraskiva wurde 1937 nach Blansko versetzt.
Während des Zweiten Weltkriegs gehörte Blansko zum Protektorat Böhmen und Mähren. Nach Ende dieses Krieges wurden die deutschsprachigen Bewohner der Stadt und der Umgebung enteignet, in Sammellager gebracht und im  Brünner Todesmarsch zur Grenze nach Österreich getrieben. Seit 1993 gehört Blansko zu Tschechien.

## Stadtgliederung
Die Stadt Blansko besteht aus den Ortsteilen Blansko (Blanz), Češkovice (Czoskawitz), Dolní Lhota (Unter Lhotta),
Horní Lhota (Ober Lhota), Hořice (Horschitz), Klepačov (Klepatschow), Lažánky (Laschanek), Obůrka (Kolonie Tiechow), Olešná (Oleschna), Skalní mlýn (Felsenmühle), Těchov (Tiechow) und Žižlavice (Zizlawitz) Grundsiedlungseinheiten sind Blansko-jih, Blansko-střed, Češkovice, Dolní Lhota, Hluchov, Horní Lhota, Hořice, Klepačov, Lažánky, Obůrka, Olešná, Palava-jih, Palava-sever, Písečná, Pod hřbitovem, Pražská, Průmyslový obvod, Punkevní údolí, Skalní mlýn, Sloupečník, Staré Blansko, Starohraběcí Huť, Těchov, U kamenného kříže, U Starohraběcí Huti, U Svitavy und Žižlavice. Zu Blansko gehört zudem die Ansiedlung Arnoštov.
Das Gemeindegebiet gliedert sich in die Katastralbezirke Blansko, Dolní Lhota, Horní Lhota u Blanska, Hořice u Blanska, Klepačov, Lažánky u Blanska, Olešná u Blanska und Těchov.

## Partnerstädte
- Legnica, in Polen
- Mürzzuschlag, in Österreich
- Vacquiers, in Frankreich
- Borissoglebsk, in Russland

## Persönlichkeiten

### Söhne und Töchter der Stadt
- Karel Jaroslav Maška (1851–1916), Naturforscher
- Rudolf Barák (1915–1995), kommunistischer Politiker
- Ludvík Daněk (1937–1998), im Ortsteil Hořice geboren, Leichtathlet
- Pavel Řezníček (1942–2018), Schriftsteller, Dichter und Übersetzer
- Jitka Gruntová (* 1945), Historikerin und Politikerin
- Karel Jarůšek (* 1952), Fußballspieler
- Roman Meluzín (* 1972), Eishockeyspieler
- Martin Mareš (* 1982), Radrennfahrer
- Lucie Florková (* 1990), Fußballnationalspielerin

### Im Ort wirkten
- Johann Arzberger (1778–1835), Maschinendirektor der Fürstlich Salm’schen Eisenwerke
- Karl von Reichenbach (1788–1869), Industrieller, Chemiker, Naturforscher und Philosoph, arbeitete im hiesigen Fürstlich Salm’schen Hüttenwerk und entdeckte bei dieser Gelegenheit Kreosot.
- Hugo Karl Eduard, Fürst und Altgraf zu Salm-Reifferscheidt-Raitz (1803–1888), Industrieller und Gutsbesitzer, Inhaber der Fürstlich Salm’schen Eisenwerke in Blansko
- Peregrin Obdržálek (1825–1891), katholischer Priester, Autor religiöser Literatur, aber auch von humoristischen Geschichten und Versen, war Pfarrer im Ort.